# Capitan Miki
Capitan Miki è un personaggio immaginario protagonista di un'omonima serie a fumetti ideata e realizzata dalla Essegesse e pubblicata per la prima volta in formato a striscia dal 1951 dall'Editoriale Dardo. Raggiunse un grande successo di vendite con tirature di circa 200 000 copie arrivando a toccare nella seconda metà degli anni cinquanta le 250 000 copie settimanali. Ha avuto negli anni numerose ristampe.

## Storia editoriale
Fa parte di una serie di personaggi di giovane età protagonisti di avventure western inaugurata nel 1948 dal Piccolo Sceriffo e che ebbe numerosi epigoni quali Il piccolo Ranger e Un ragazzo nel Far West. In questo sottogenere western, Capitan Miki esordì nel 1951 ed ebbe vita editoriale fino all'ottobre 1967, ristampato più volte in vari formati. Il fumetto nacque su iniziativa del gruppo EsseGesse, composto dai disegnatori Giovanni Sinchetto, Dario Guzzon e Pietro Sartoris, che lo realizzarono fino al 1965 quando conclusero il loro contratto con la Dardo. La serie continuò fino al 1967 con Eugenio Antonio Benni, Bertrand Charlas, Pierre Mouchot e Franco Bignotti sempre edita dallo stesso editore. Negli anni novanta vi fu una breve produzione di nuove storie su soggetto e supervisione del Guzzon, ultimo sopravvissuto, e realizzate da Alberto Arato per i testi e disegnati da Birago Balzano e Paolo Ongaro. L'ultima storia apparve nella VII serie.

### Elenco delle pubblicazioni
- Calendario Western: numero unico edito nel 1951 che raccoglie storie western di vari autori con una breve e inedita avventura di Capitan Miki ispirata alle atmosfere del film Ombre rosse[10].
- Collana Scudo/Freccia: pubblicata dal 1951 al 1967 per 825 numeri divisi in 35 serie delle quali le prime 30 fanno parte della collana Scudo mentre le restanti cinque della collana Freccia Nella collana Scudo in formato a striscia vengono pubblicate tutte le storie del personaggio realizzate dalla EsseGesse mentre nella collana Freccia vengono pubblicate dal 1965 le storie scritte da Amilcare Medici e disegnate da Franco Bignotti e Nicola Del Principe.[11]
- L'albo di Capitan Miki: serie di 10 numeri edita dall'Editoriale Dardo da luglio 1989 a marzo 1993 con periodicità variabile come supplemento alla serie TuttoMiki. Presenta storie inedite realizzate da Amilcare Medici e disegnate da Franco Bignotti e Nicola Del Principe[12].

### Edizioni amatoriali
Le avventure di Miki sono inoltre state realizzate anche in circuito amatoriale. Corrado Civello ha realizzato tre storie intitolate "La vendetta di Magic Face", "Il ritorno di Calavera" e "Il figlio di Magic Face", su testi di Luciano Spanò. Nella prima Magic Face, sostituitosi al comandante della nave dove era capitato fuggendo da Miki, sbarca e prepara la sua vendetta. Infatti Magic Face ha preso il posto del colonnello Brown, allontanato con Susy da forte Coulver con un telegramma e arruolando banditi al posto dei ranger. Ma Miki grazie all'aiuto di un connazionale del napoletano Gennaro Esposito, il gigantesco catanese Giuseppe Vinciguerra detto Pippu u tirrimotu, elimina definitivamente Magic Face. Nel ritorno di Calavera, si scopre che il generale redivivo ha un luogotenente il quale si rivelerà essere il figlio di Magic Face, con cui Miki si scontrerà appunto nel terzo albo. Anche Marco Pugacioff ha realizzate alcune avventure inedite. In queste si viene a sapere che il cognome di Miki è Wolf in quanto nipote del Comandante Mark e di sua moglie Betty. In più viene rivelato che Gennaro Esposito è fuggito in America e partecipò agli ordini di Garibaldi alla difesa della Repubblica romana del 1849.

### Ristampe
La serie è stata ristampata dalla Editoriale Dardo in differenti formati ed edizioni:
- Collana Prateria: è una collana che ristampa le storie di Capitan Miki già pubblicate nella versione a striscia. Vengono stampati 70 numeri da settembre 1953 ad agosto 1956 divisi in 8 serie. È la prima ristampa delle storie del personaggio in formato albo d’oro[16]. La collana continua pubblicando solo storie del Grande Blek[17] per poi proseguire per 345 volumi da luglio 1957 a dicembre 1976 pubblicando in ogni numero un episodio di Capitan Miki e uno del grande Blek[16][18][19].
- Gli albi di Miki: nuova ristampa edita dal luglio 1962 ad agosto 1972 per 454 numeri in formato libretto a colori delle 35 serie a strisce per poi proseguire con materiale inedito realizzato da diversi autori per il mercato francese[20].
- Collana Freccia: è una collana che ristampa le storie di Capitan Miki insieme a quelle del Grande Blek senza alcun ordine cronologico ed edita dal 1968 al 1977 per 45 numeri[21].
- Collana Scudo: È la ristampa delle serie dalla XXX alla XXXV di Capitan Miki e dalla XXVI alla XXXIII del Grande Blek edita da settembre 1967 ad agosto 1970 per 30 numeri[22].
- Nuova Collana Prateria: nuova versione della collana Prateria edita nel 1977 che presenta ristampe di Capitan Miki e del Grande Blekin affiancate a nuove serie umoristiche di Leone Cimpellin[23].
- Tutto Miki: ristampa cronologica in formato bonellide che ripropone le prime 30 serie del formato striscia edita per 68 numeri da luglio 1988 ad agosto 1994[24].
- Capitan Miki: ristampa delle storie già pubblicate nella collana Gli albi di Miki in formato libretto a colori di tre episodi per numero editi da giugno 79 a dicembre 1980 per 38 numeri[25][26].
- Collana Tutto Miki: collana edita da novembre 1994 ad aprile 2003 per 225 numeri divisi in 17 serie in formato a striscia raccolti in una confezione cellofanata di quattro albi dei quali uno inedito gli altri ristampa anastatica della serie originale a partire dal primo numero della serie I al n°2 della serie XXIV[27].
- Il Mitico Ranger Miki: ristampa cronologica e completa delle prime tre serie[28].
- Miki e Blek Gigante: testata pubblicata da luglio 1970 ad agosto 1976 per 147 numeri che alterna la riedizione cronologica del Grande Blek (numeri dispari) a quella di Capitan Miki (numeri pari) concludendo le pubblicazioni con storie inedite[29].

### Edizioni estere
Il personaggio fu pubblicato con notevole successo in Grecia, Turchia, Finlandia, Spagna, Yugoslavia. In Svezia Kaptein Miki fu pubblicato dal 1953 nell'originale formato striscia, prima come Vilda Västern poi Vill Vest. In Norvegia apparve nel 1954 e fu ristampato dal 2001 al 2005 in nove volumi editi dalla Thule. In Francia la serie è continuata a essere prodotta scritta da Maurizio Torelli e Roberto Renzi e disegnata da Franco Bignotti e Bertrand Charlas e pubblicata da Marcell Navarro, editore della Lug di Lione, che lo pubblicò sulla testata Nevada (1958/1988, 494 numeri) con copertine degli italiani Alessandro Biffignandi, Carlo Cedroni, Emilio Uberti e altre di autori francesi. In Germania come «Captain Micki» è stato presentato anche nell'originale formato a striscia e nel 1997 ristampato anastaticamente.

## Biografia del personaggio
Miki è un adolescente che si arruola nei ranger del Nevada per vendicare la morte di un amico per mano di un bianco a capo di una banda di indiani ribelli. Miki riesce nella missione e incomincia una carriera militare che lo porterà fino al grado di capitano. Imbattibile nell'uso delle pistole Colt e nel combattimento corpo a corpo nonostante il fisico apparentemente gracile grazie alla conoscenza di tecniche di lotta orientali sconosciute nel west. Miscelando i classici elementi e i personaggi tipici di ogni storia della frontiera le storie sono incentrate sulle avventure del giovane ranger e dei suoi fedeli compagni, Doppio Rhum, un vecchio scout ubriacone e Salasso, sedicente medico ed esperto truffatore, oltre ad altri comprimari più o meno caratterizzati come una graziosa ragazza di nome Susy, figlia del colonnello Brown, comandante del forte Coulver, dove presta servizio, con Miki però sempre troppo impegnato per farle una vera corte. Si scontrerà con vari nemici quali Magic Face, il Generale Diaz e il mago Kundra.

### Trama della prima avventura
Il sergente Clem Bretton - caro amico degli scout Miki e del suo padre adottivo Doppio Rhum - viene ucciso dall'Avvoltoio, un rinnegato a capo di guerrieri indiani che mettono a ferro e a fuoco la regione del Nevada che è presidiata dai ranger di forte Coulver. Il ragazzo, per fare giustizia, si arruola nei Ranger, arruolamento realizzato nell'ufficio del comandante di Fort Coulver, il Colonnello Brown. Il colonnello ha una figlia lentigginosa chiamata Susy, una ragazzina orfana di madre che viene seguita da Mammy, una giunonica domestica di colore. L'attrazione tra i due ragazzi farà sì che alla fine dell'avventura Miki e Susy si fidanzeranno. Miki fa carriera velocemente, infatti sul teatro della morte di Clem Bretton aveva trovato uno sperone perduto dal suo assassino e a Coulver city cattura dopo una veloce sparatoria, Bisonte Jac, losco pistolero, proprietario dello sperone perduto. Per questa azione e al seguito di un torneo tra i ranger, Miki riceve i galloni di Sergente. Nel corso della prima parte dell'avventura Miki arriva a dar manforte e speranza a una carovana di pionieri attaccata e assediata dai guerrieri in un isolotto in mezzo al fiume. L'arrivo del colonnello e dei ranger, guidati da Doppio Rhum, salva i pionieri, ma al ritorno al forte lo trovano incendiato da un traditore al soldo dell'Avvoltoio. Lo stesso traditore con un espediente fa allontanare i militari dal forte e Susy viene rapita. Miki e Doppio Rhum si mettono sulle tracce dei rapitori, insieme a un ranger - fin dall'inizio antagonista del ragazzo - chiamato Pierpont che scoprono essere in realtà lo stesso traditore. Dopo una lotta accanita sul bordo di un precipizio, Pierpont perde la vita, ma si riscatta, poco prima di morire, indicando nel canyon di Yosemite, la sede del covo dell'Avvoltoio. Miki può così penetrarvi e scoprire che l'Avvoltoio è Mister Harrison, un ricco e avido possidente e liberare Susy, venendo così promosso tenente. Nella seconda parte dell'avventura Doppio Rhum incontra dopo dieci anni, il Dottor Salasso, suo grande amico di sbornia, mentre tra Comanches e Apaches inizia una guerra voluta da Falco Tonante, un capo indiano morto da già da centocinquanta anni. In realtà è lo stregone Sake Naga a mascherarsi da Falco Tonante per incitare i guerrieri Comanches contro i bianchi, come scoprono i tre nuovi amici. Alla fine dell'avventura Miki è promosso capitano.

### Avversari
- l'Avvoltoio
- El Diablo
- generale Calavera
- Kundra: ipnotizzatore
- Magic Face: camaleontico criminale capace di assumere qualsiasi aspetto ispirato al malefico Cobra, fratellastro di Mandrake o al trasformista Saky, altro grande nemico di Mandrake[35]. Fa la sua prima apparizione nella storia "Il processo Craig" in cui Tobia Craig - vecchio amico del colonnello Brown - viene accusato dell'omicidio di un fuorilegge. Dietro tutta la storia c'è appunto il diabolico trasformista che alla fine dell'avventura viene colpito da un fulmine «come mandato dalla giustizia divina» e precipita nelle acque turbinose di un fiume[36]. Ma il bandito non è morto e ritorna assettato di vendetta, anche se alla fine di questa avventura Magic Face per sfuggire a Miki trova rifugio su una nave in partenza per il giro del mondo dove dovrà fare la dura vita del marinaio[37].

## Curiosità
- Nell'avventura "La cavalcata infernale" di Pierre Mouchot del 1967 (collana Freccia, serie XXXV) appaiono Mini e Maior autodefiniti "i predatori della Sierra Mala", resi come due briganti italiani del XIX secolo.[38]
- Nella serie VII degli anni '90 fu rivelato il nome indiano di Miki: Miki-lotta-come-un-bisonte. In questa avventura Miki lotta contro il gigantesco capo indiano della tribù Nyados, il quale ha un nome molto simile a quello del bonelliano Tex: Aquila che vola nella notte.[39]
- Il personaggio di Doppio Rhum è ispirato all'attore George 'Gabby' Hayes.[40]
- Il personaggio del Dottor Salasso è ispirato all'attore Thomas Mitchell, nella parte di doc Boone nel film Ombre Rosse.

## Altri media
La cinematografia turca dedicò sei film a Lone Ranger dal 1968 al 1971 e in "Maskeli Suvari Tommikse Karsi" del 1969 il regista Kayahan Arikan fa incontrare Lone Ranger con Capitan Miki impersonato dall'attore Lami Ates che comparve in un altro film di Lone Ranger, "Maskeli Suvarìnin Donosu". In rete si trovano solo immagini del manifesto originale dell'epoca. Il film è considerato perduto.